# BIZEN中南米美術館
BIZEN中南米美術館（びぜんちゅうなんべいびじゅつかん）は、岡山県備前市日生町にある私設美術館。1975年（昭和50年）3月に財団法人森下美術館（ざいだんほうじんもりしたびじゅつかん）として開館し、2005年（平成17年）に現在の名称に改称した。中南米を専門とする日本唯一の考古美術館である。
なお本ページでは、基盤となった森下グループ（森下製網所、森下化学工業など）と、その創設家についても言及する。

## 森下グループ
1904年（明治37年）10月、森下精一は岡山県和気郡日生村（現・備前市日生町）に生まれた。父親は雑貨販売と漁網製造を行っており、精一が高等小学校を卒業すると、父親とともに関西や九州でも漁網の売り込みを手伝っている。25歳だった1929年（昭和4年）に父親の跡を継いで独立。東洋麻糸紡績（のちの東洋繊維、現在のトスコ）の漁網用ラミーの特約販売店となると、西日本から朝鮮半島にまで販路を拡大し、漁網用ラミーではシェア80%を占めた。太平洋戦争中には大砲や戦車を覆う擬装網なども手掛け、戦後には動力編網機を導入して製造能力を拡大した。
1947年（昭和22年）に有限会社森下製網所を設立。1948年（昭和23年）に香川経済専門学校（現・香川大学経済学部）を卒業した長男の森下一之介が入社すると、東洋レーヨン（現・東レ）が開発した新合成繊維のナイロンの製造を開始。ナイロン製の漁網は従来の漁網の十数倍の耐久力があり、日本国外の漁網市場も席巻した。1956年（昭和31年）には有限会社から株式会社に変更している。1957年（昭和32年）にはラミネート製輸送袋などを製造する森下化学工業を設立し、その他にもさまざまな分野で20社以上の企業を設立して、レジャー用品、ゴルフ練習場、フェリー運航、ガソリンスタンド経営などに手を広げた。1960年（昭和35年）頃の売上高は国外6割・国内4割の比率であり、「漁網の森下」と呼ばれていた。精一は森下グループの総帥として各企業を統括し、和気郡日生町の町議会議員（十数年間）、日生信用金庫理事長、浄土真宗西念寺総代長も務めた。精一は社員にも得意先にも謙虚であり続け、毎朝一番に出社して社員と挨拶を交わした。
1978年（昭和53年）には森下精一の長男である一之介が森下魚網製造（製造）と森下製網所（販売）の社長に、次男である行雄が森下化学工業の社長に就任。精一は同年に亡くなった。一之介は森下グループの総帥を務める傍らで、岡山県教育委員（1984年-1998年）、岡山県教育委員長（1998年-）、日生信用金庫理事長などを務めた。漁網の需要が落ち込んだため、ゴルフ練習場ネットなど漁網以外の品目にシフトした。
1996年（平成8年）には森下一之介の次男である矢須之が森下グループ総帥に就任。この頃の森下製網所は売上高50億円・社員80人であり、森下グループ全体では売上高130億円・社員1250人だった。グループは18企業・1財団法人からなり、タイ、インドネシア、中国に現地法人を持っていた。しかし、ゴルフ練習場への過大投資などが理由で経営が行き詰まり、2004年（平成16年）にはグループ全体の売上高が113億円まで落ち込んだ。ゴルフ関連事業や不動産事業から撤退、森下グループ14社を森下株式会社と森下化学工業株式会社の2社に集約し、社長も森下家以外の人間に交代した。森下グループ発祥の地である本社工場を売却し拠点を岡山県瀬戸内市長船町磯上に移す。また、日生と小豆島を結ぶ瀬戸内観光汽船は両備グループに売却した。2014年、森下株式会社と森下化学工業株式会社はレンゴー子会社のマルソルホールディングス株式会社に吸収合併され、法人格としては解散した。ただしマンソルホールディングスが同日に「森下株式会社」と改称し、「森下」のブランドは存続した。2015年、上記「森下株式会社」は、同じくレンゴー子会社の日本マタイ株式会社に吸収合併され、日本マタイの岡山事業所・岡山工場（岡山県瀬戸内市長船町磯上)となった。

### 森下家
- 森下金吉
  - 森下精一（1904-1978） : 森下製網所社長（森下グループ総帥）
    - 長男 森下一之介 : 森下魚網製造社長、森下製網所社長（森下グループ総帥）
      - 長男
      - 次男 森下矢須之（1956-） : 森下魚網製造社長、森下製網所社長（森下グループ総帥）

    - 次男 森下行雄 : 森下化学工業社長

## 美術館

### 財団法人森下美術館(1975-2005)

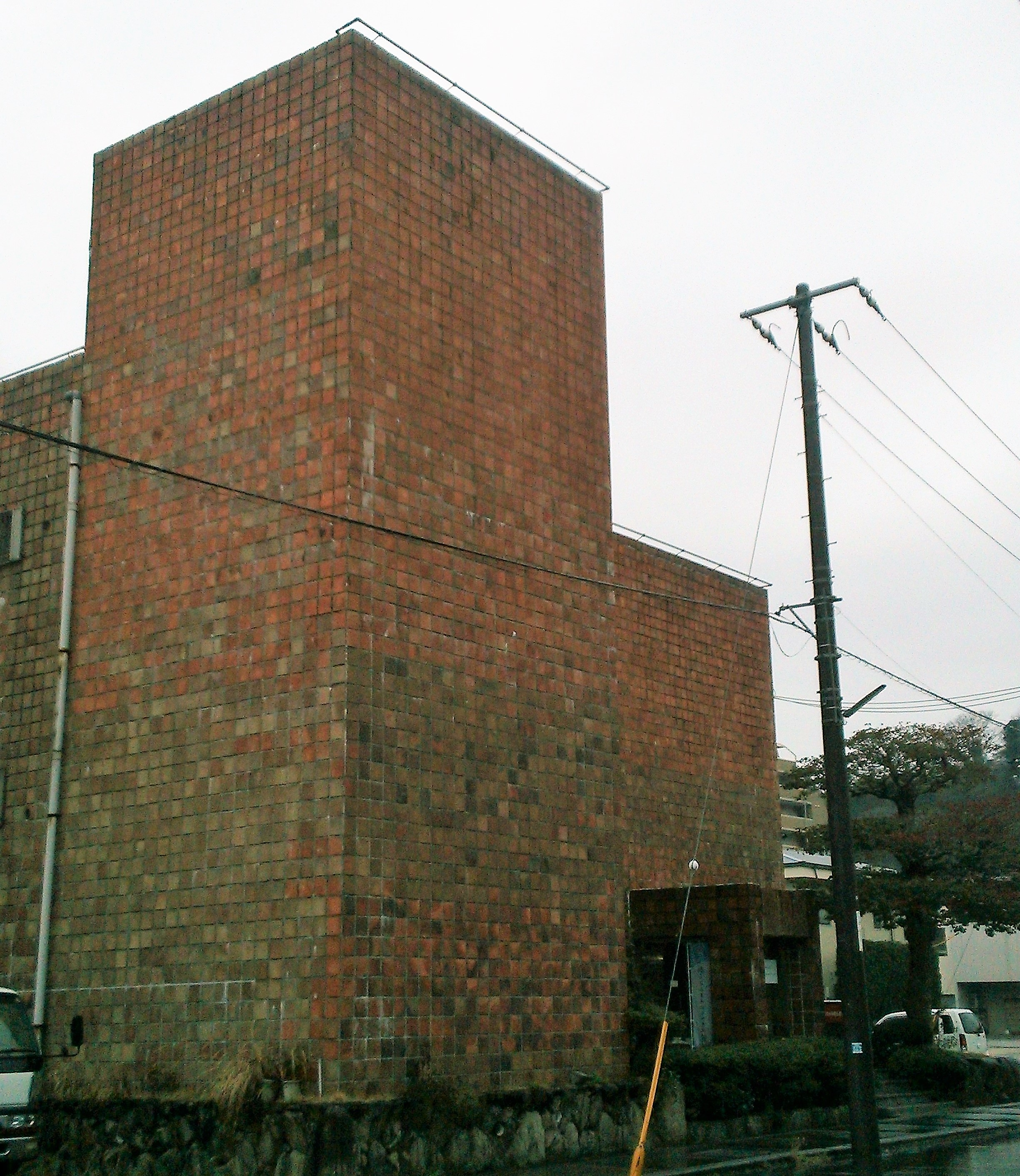
備前焼の陶板をあしらった建物

森下精一はかねてから国内外の美術作品への関心が強く、人間国宝である金重陶陽の備前焼、日本・朝鮮・中国の陶磁器類、横山大観や下村観山らの日本画、宮本三郎や梅原龍三郎らの洋画などを収集していた。森下精一が65歳の時に商用で中南米を訪れた折、取引相手であった実業家兼アンデス文明研究者の天野芳太郎を訪ねた際に古代アメリカの美術に目覚めた。専門家に鑑定を依頼した結果、森下精一が収集したコレクションは中南米10か国の貴重な文化遺産であり、紀元前2500年から紀元1500年までの約4000年間にわたる期間のコレクションであることが判明している。
森下精一は中国銀行頭取の守分十などの協力を得て、1974年（昭和49年）4月に財団法人を設立して施設と全所蔵物を寄贈。1975年（昭和50年）3月5日には和気郡日生町に財団法人森下美術館を開館させた。インカ文明やマヤ文明など中南米の古代文明から、土器・土偶・織布など約1,000点を展示している。美術館の外壁には藤原建が製作した16,000枚以上の備前焼の陶板をあしらっている。なお、国宝である閑谷学校講堂、黒住教本部も森下美術館同様に備前焼の陶板をあしらった建物である。日本総合設計事務所社長の鈴木登は、担当者を中南米に派遣して建物の設計を行い、内装は現代芸術研究所の平野繁臣や長崎哲士が指導にあたった。収蔵品の分類・整理・展示指導・解説には、文化人類学者の増田義郎（東京大学）があたった。
岡山県の観光地をめぐる主要な定期観光バス3ルートのひとつに組み込まれたため、開館当初は年間4,000人の入館者があったが、バスルートから外れると入館者数が低迷した。

### BIZEN中南米美術館(2005-)
森下精一の孫であり、森下一之介の息子である森下矢須之は、慶応義塾大学卒業後にメキシコ国立自治大学で中南米の歴史と文化を学んでおり、スペイン語が堪能である。開館30周年を迎えた2005年（平成17年）3月に矢須之が森下美術館の理事長兼館長に就任すると、名称をBIZEN中南米美術館に変更。美術館には珍しくコーポレートアイデンティティを導入し、体験型展示を行うなど展示形式を見直した。展示形式のリニューアルが功を奏し、2005年度には入館者数が6,000人台まで増加した。
2016年（平成28年）12月に横浜みなと博物館で開催された「マチュピチュの出会いと古代アンデス文明展」ではBIZEN中南米美術館が共催となった。2016年から2017年（平成29年）にかけて開催した『蔵出し展～アンデス編～』には、エラルド・エスカラ駐日ペルー大使が訪れている。2018年3月から5月に茨城県の笠間日動美術館で開催される展覧会「古代文明への旅 アステカ、マヤ、インカへの道のり」には、BIZEN中南米美術館が全面協力している。

## 特徴

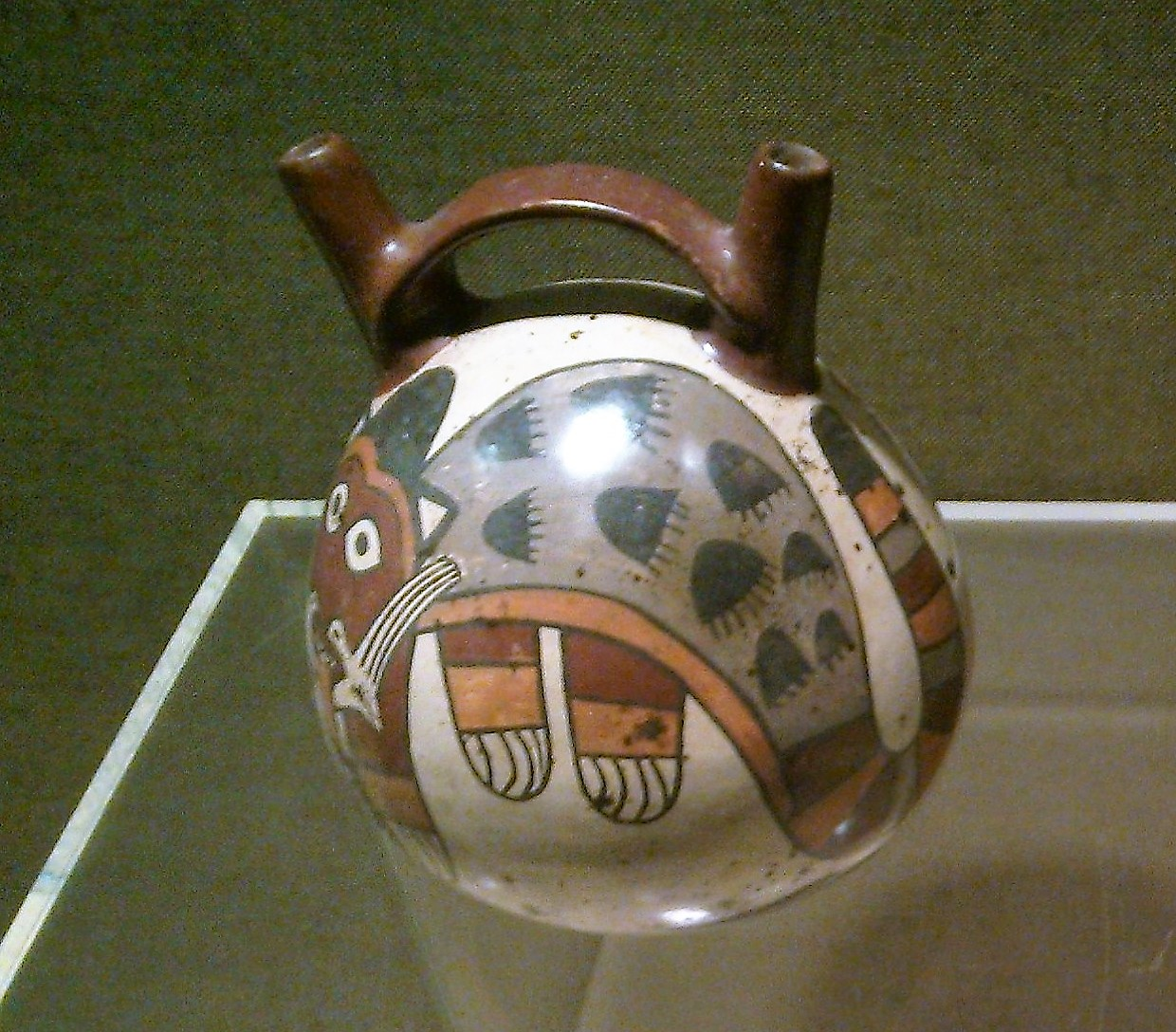
ネコが描かれた彩色橋形双注口壺

マヤ文明の香を焚いたり、民族衣装の着用体験を行ったり、館長自身が団体客に対してオカリナを吹いたり、古代のチョコレートを作って飲んだりする催しを行っている。さらには、美術館内外で中南米の物産の紹介や販売を行っている。矢須之はリュウゼツランの樹液を原料としたシロップをはじめて日本に紹介した人物であり、このシロップは健康食品として首都圏の百貨店でも販売されている。
現在では中南米の10か国 から11か国、約1,600点 から約1,700点 のコレクションを有している。日本国内外を通じて有数の古代中南米美術のコレクションを持ち、学術的・美術的に貴重な美術館であるとされる。ペルー（インカ文明）、メキシコ、グアテマラ（マヤ文明）などの古代文明の美術品は日本でもよく知られているが、ドミニカ共和国、コスタリカ、パナマ、エクアドルなどの古代美術作品は本美術館以外にはほとんど見られないとされる。なお、いくつか植民地時代の中南米の美術品も収蔵している。

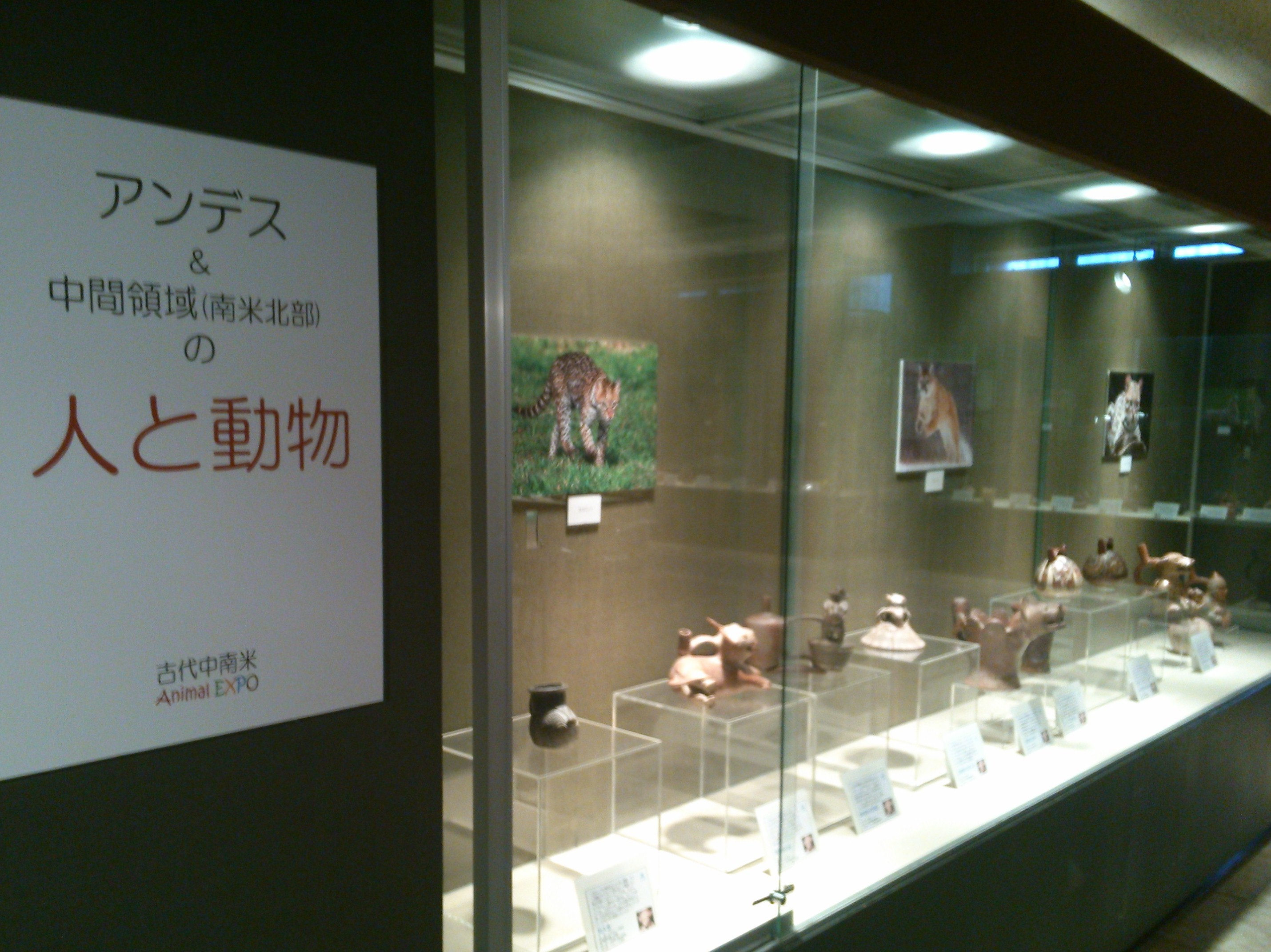
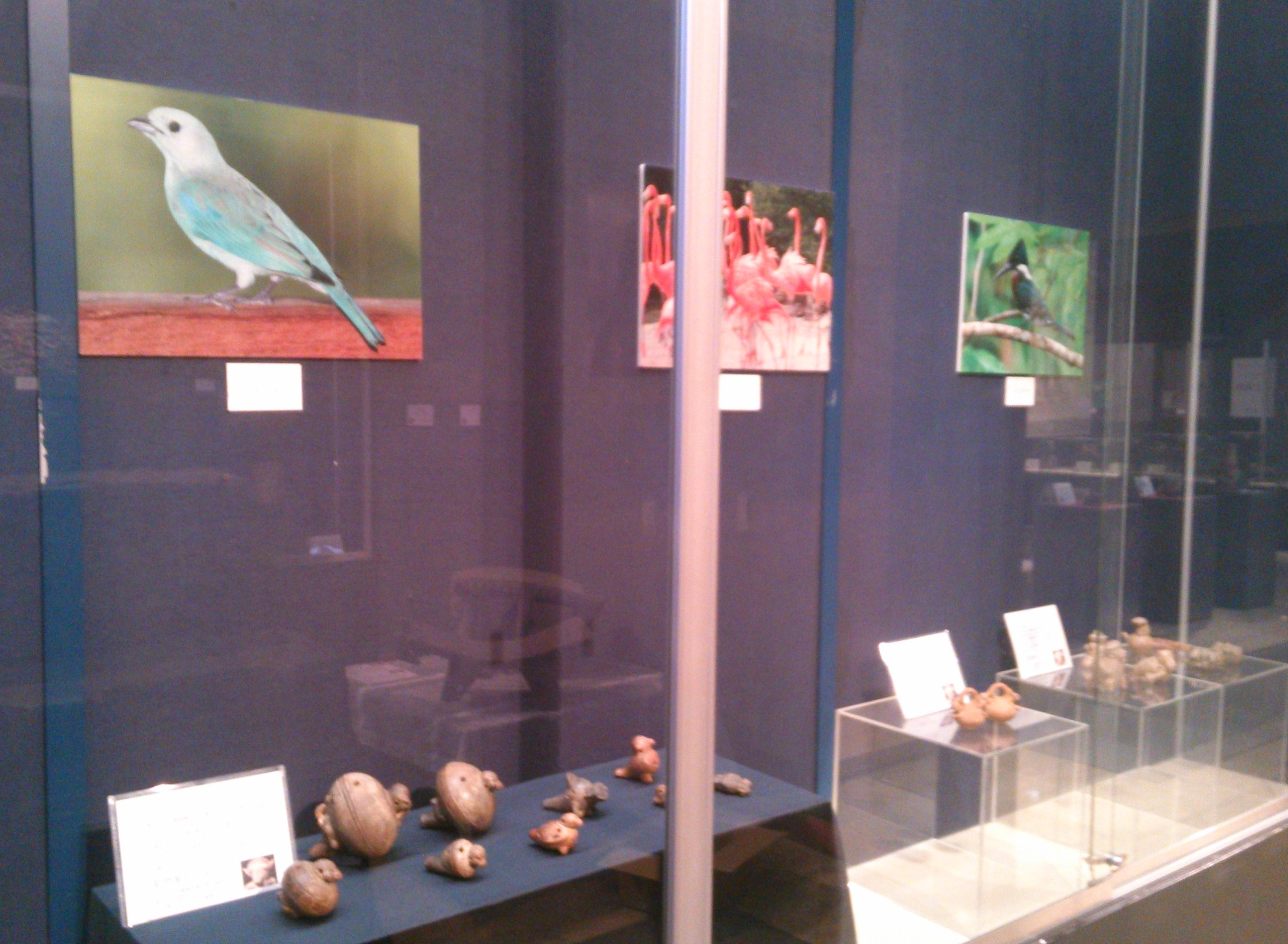
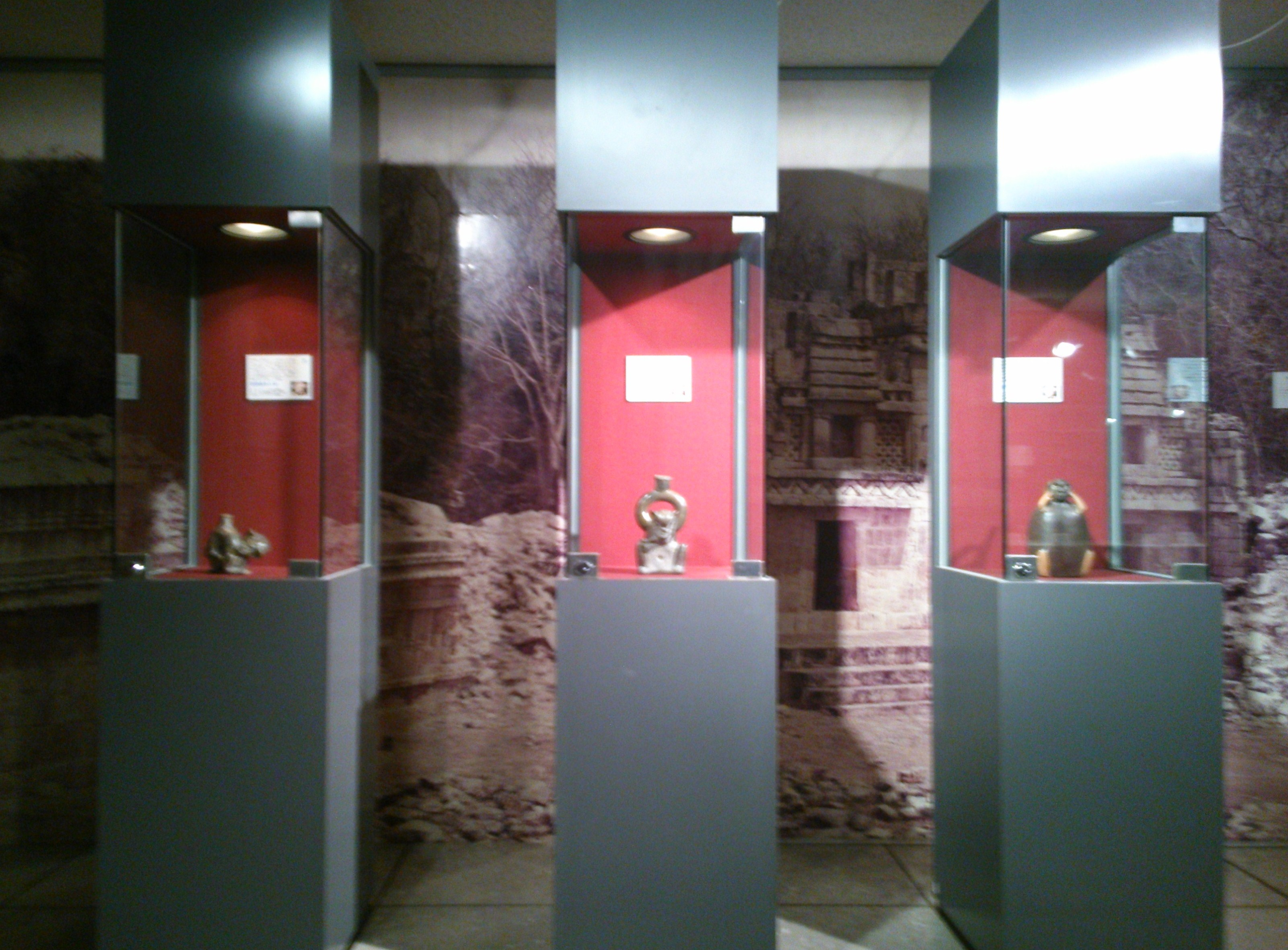
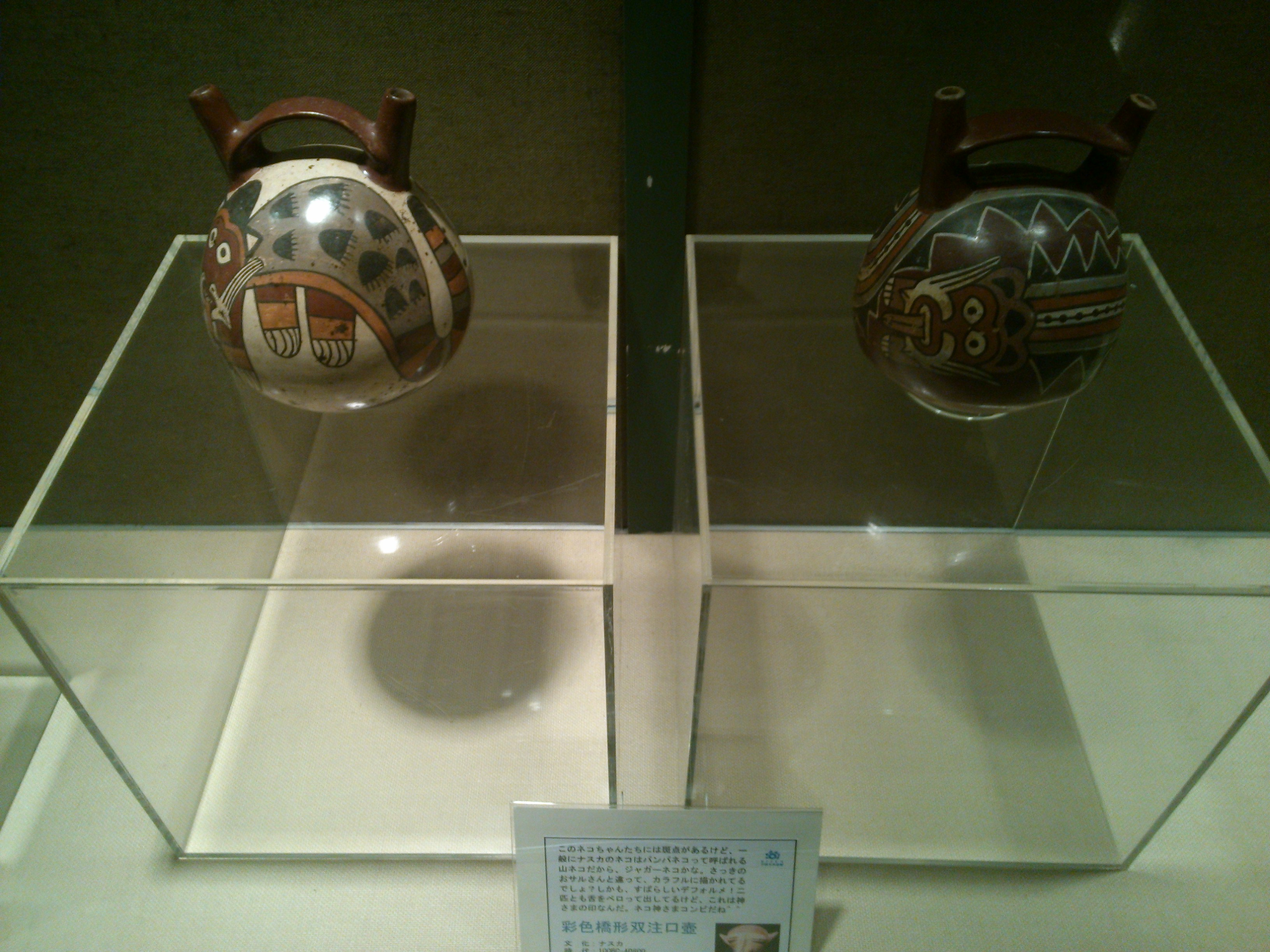
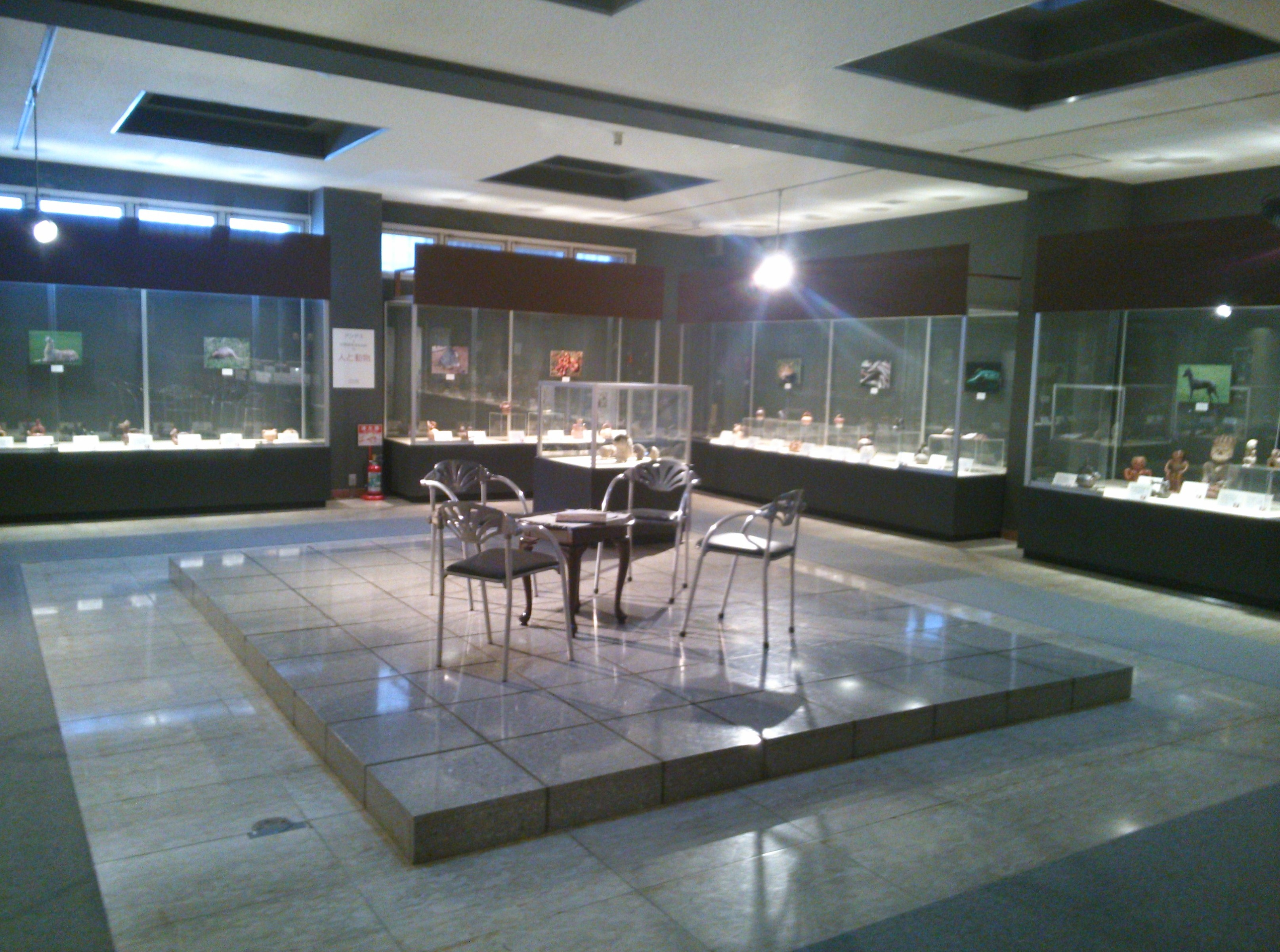
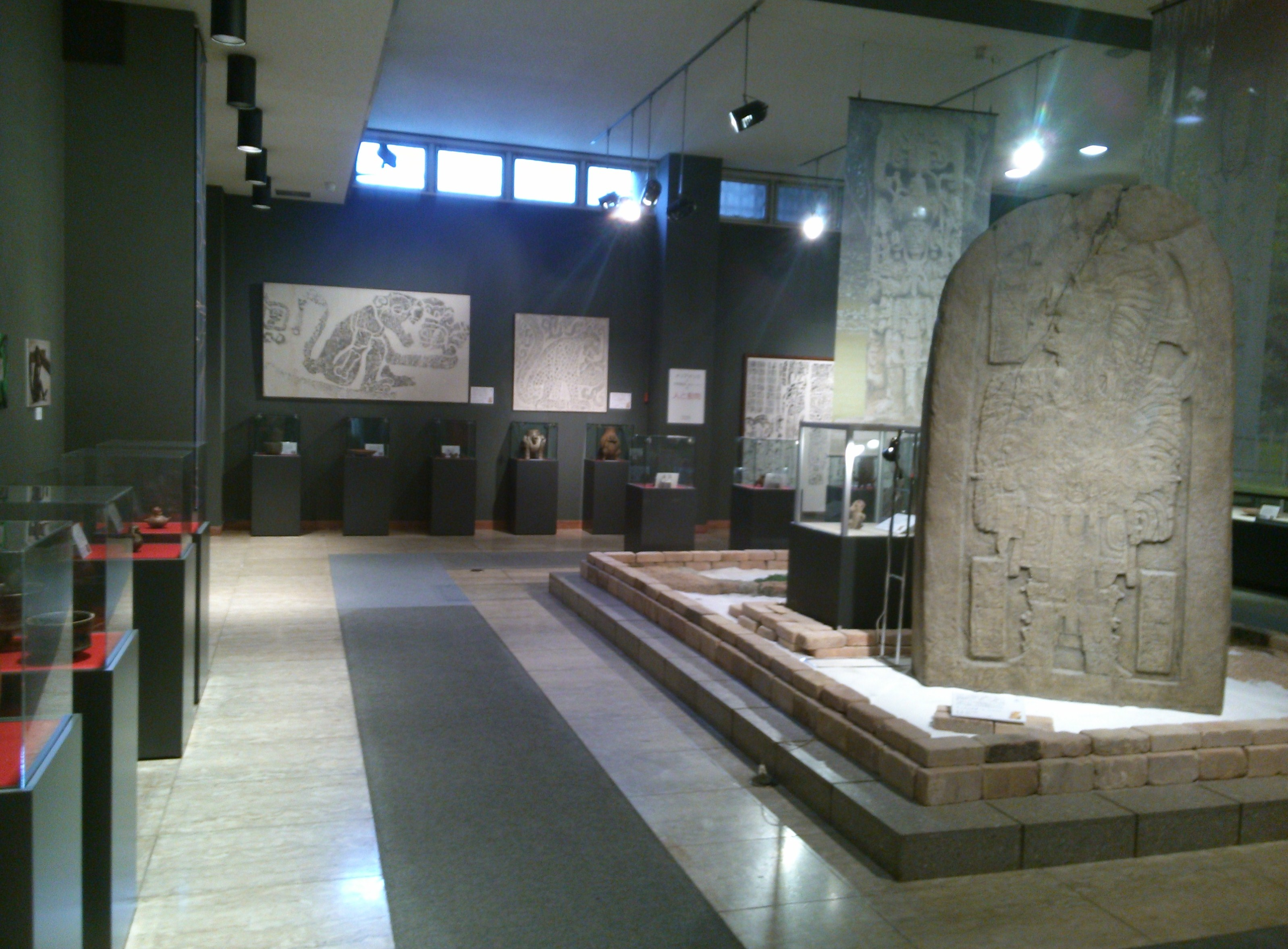

## 利用案内
- 開館日 : 原則として土曜日・日曜日
- 休館日 : 原則として平日[注 1]
- アクセス : JR赤穂線日生駅から徒歩8分

## 周辺
- 日生港
- みなとの見える丘公園